# Bethany (West Virginia)
Bethany is een plaats (town) in de Amerikaanse staat West Virginia, en valt bestuurlijk gezien onder Brooke County.

## Demografie
Bij de volkstelling in 2000 werd het aantal inwoners vastgesteld op 985.
In 2006 is het aantal inwoners door het United States Census Bureau geschat op 978, een daling van 7 (-0,7%).

## Geografie
Volgens het United States Census Bureau beslaat de plaats een oppervlakte van
1,9 km², geheel bestaande uit land. Bethany ligt op ongeveer 208 m boven zeeniveau.

## Plaatsen in de nabije omgeving
De onderstaande figuur toont nabijgelegen plaatsen in een straal van 12 km rond Bethany.